# Mac Henderson
Mac Henderson es un deportista británico que compitió en bádminton para Escocia. Ganó una medalla de bronce en el Campeonato Europeo de Bádminton de 1968 en la prueba de dobles.

## Palmarés internacional
| Representando a Escocia |              |                   |        |
| Campeonato Europeo      |              |                   |        |
| Año                     | Lugar        | Medalla           | Prueba |
| 1968                    | Bochum (RFA) | Medalla de bronce | Dobles |